# Americans with Disabilities Act

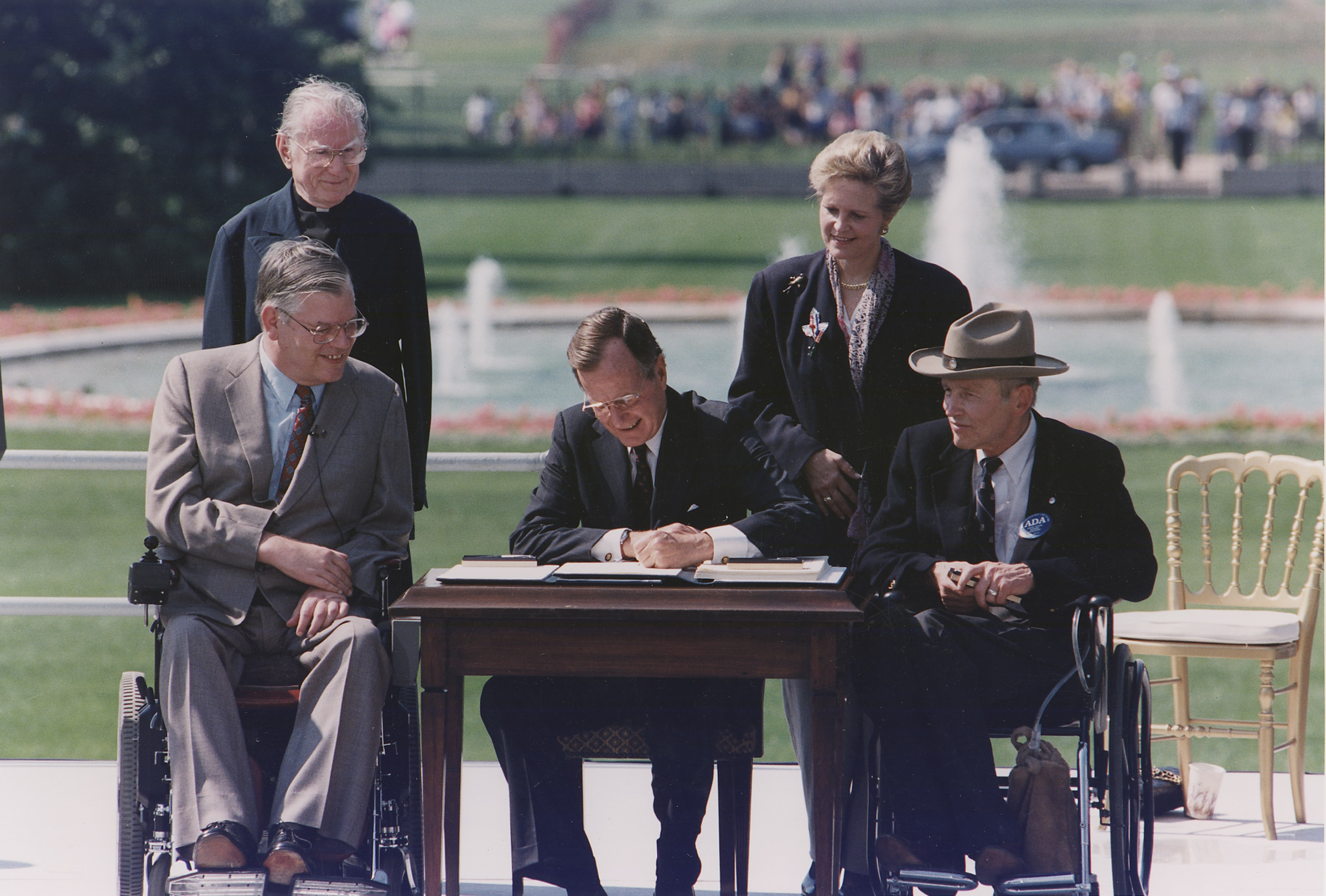
George H.W. Bush ondertekent de wet in 1990.

De Americans with Disabilities Act (vaak afgekort tot ADA) is een federale Amerikaanse wet die op 26 juli 1990 werd ondertekend door president George H. W. Bush. De wet verbiedt discriminatie op grond van een handicap en is bedoeld om Amerikanen met een handicap gelijke kansen te bieden op het gebied van werk, onderwijs, huisvesting, openbaar vervoer en toegang tot publieke en commerciële gebouwen.
De ADA biedt vergelijkbare bescherming tegen discriminatie als de Civil Rights Act van 1964, die discriminatie op basis van ras, religie, geslacht en afkomst verbood – en later werd uitgebreid met bescherming op basis van seksuele geaardheid en genderidentiteit. In tegenstelling tot de Civil Rights Act verplicht de ADA ook werkgevers om redelijke aanpassingen (reasonable accommodations) te bieden aan werknemers met een handicap. Daarnaast legt de wet toegankelijkheidseisen op aan publieke voorzieningen, zoals winkels, theaters, restaurants en openbaar vervoer.
De basis voor de wet werd gelegd in 1986, toen de National Council on Disability het voorstel voor de ADA opstelde. Het wetsvoorstel werd in 1988 ingediend in zowel het Huis van Afgevaardigden als de Senaat. De wet werd ondersteund door een brede, bipartijige coalitie van politici, maar kreeg ook tegenstand van bedrijven (vanwege de mogelijke kosten) en sommige conservatief-religieuze groepen (onder andere vanwege bescherming van mensen met hiv). Uiteindelijk bleken de kosten voor de meeste bedrijven mee te vallen, en uit onderzoek is gebleken dat veel aanpassingen eenvoudig en tegen lage kosten konden worden doorgevoerd, terwijl de (financiële) voordelen, zoals een grotere arbeidsparticipatie en klanttevredenheid, significant waren.
In 2008 werd de ADA Amendments Act aangenomen, die de definitie van een handicap uitbreidde en het voor mensen makkelijker maakte om bescherming te claimen onder de wet. Deze aangepaste versie van de ADA is sinds 1 januari 2009 van kracht.

## Galerij

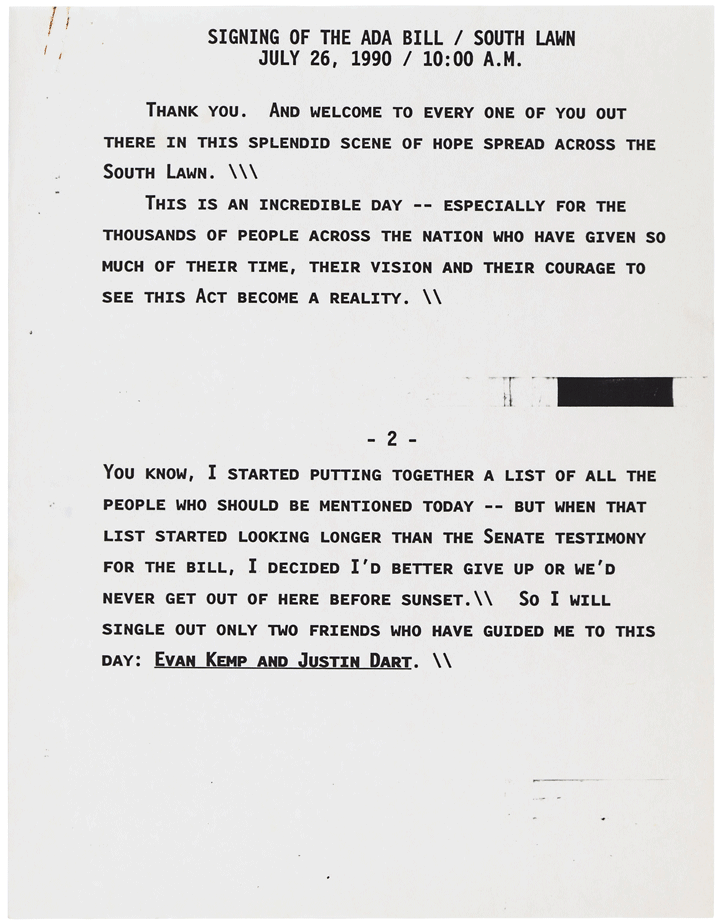
President George H. W. Bush spreekt op 26 juli 1990 het publiek toe tijdens de officiële ondertekeningsceremonie van de Americans with Disabilities Act (ADA) op het South Lawn van het Witte Huis. In zijn toespraak benadrukt hij het historische belang van gelijke rechten voor mensen met een beperking en kondigt hij aan: “Let the shameful wall of exclusion finally come tumbling down.”
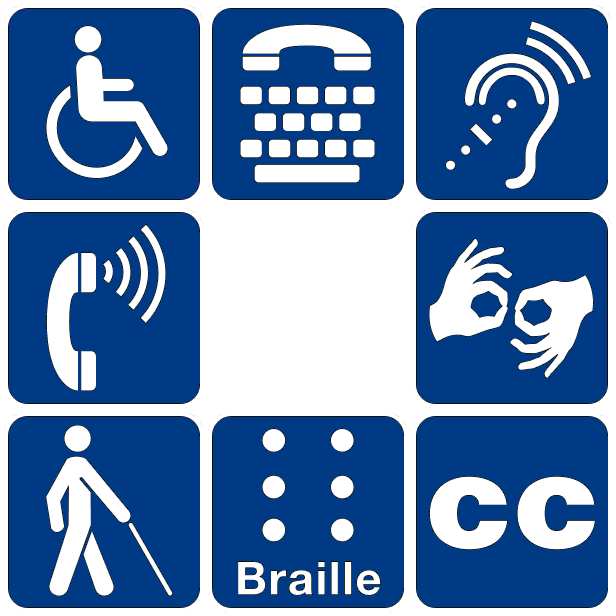
Een witte achtergrond met acht blauwe symbolen die verschillende vormen van handicap en toegankelijkheid vertegenwoordigen.
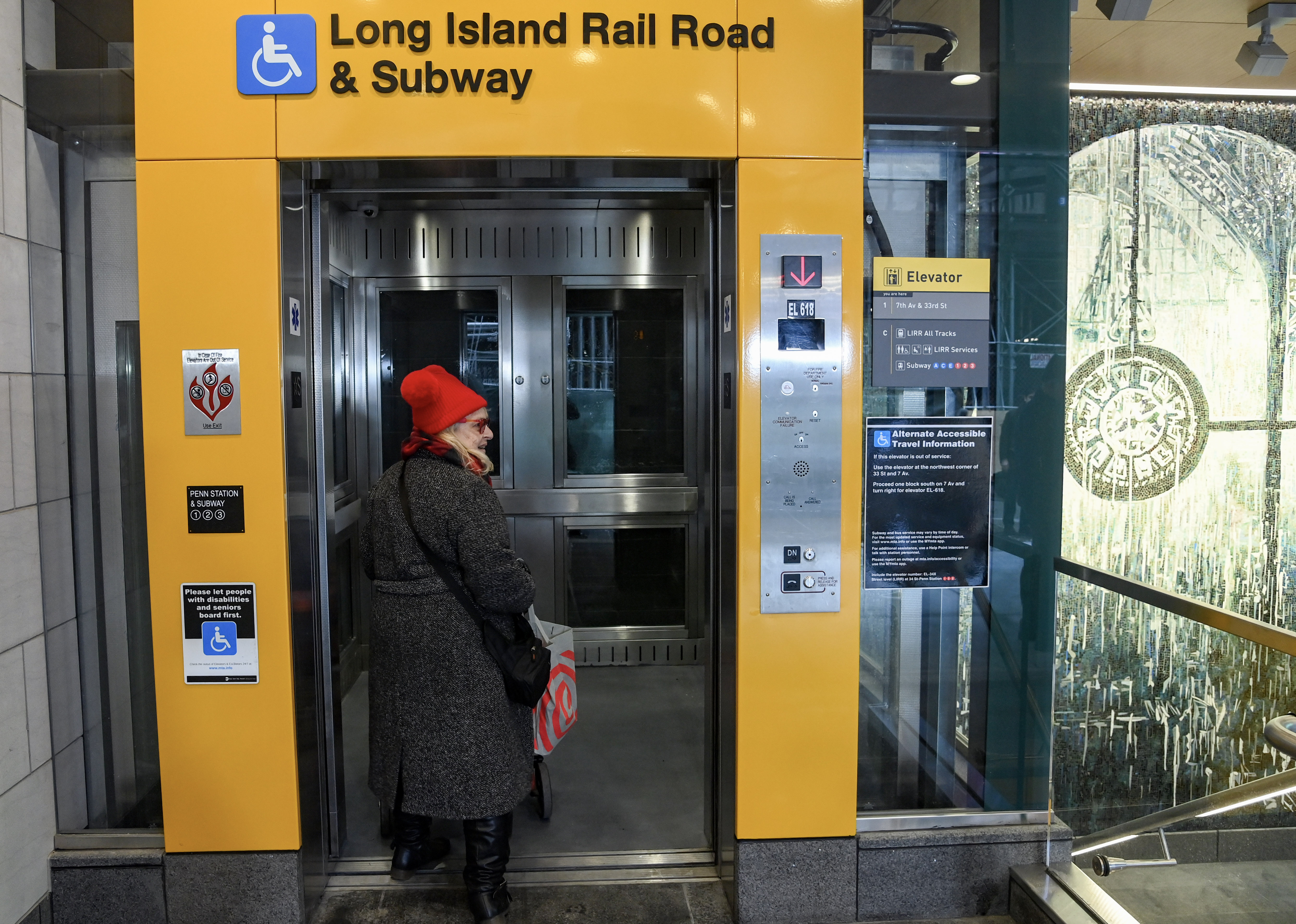
MTA lift en circulatieverbeteringen op 34th Street–Penn Station
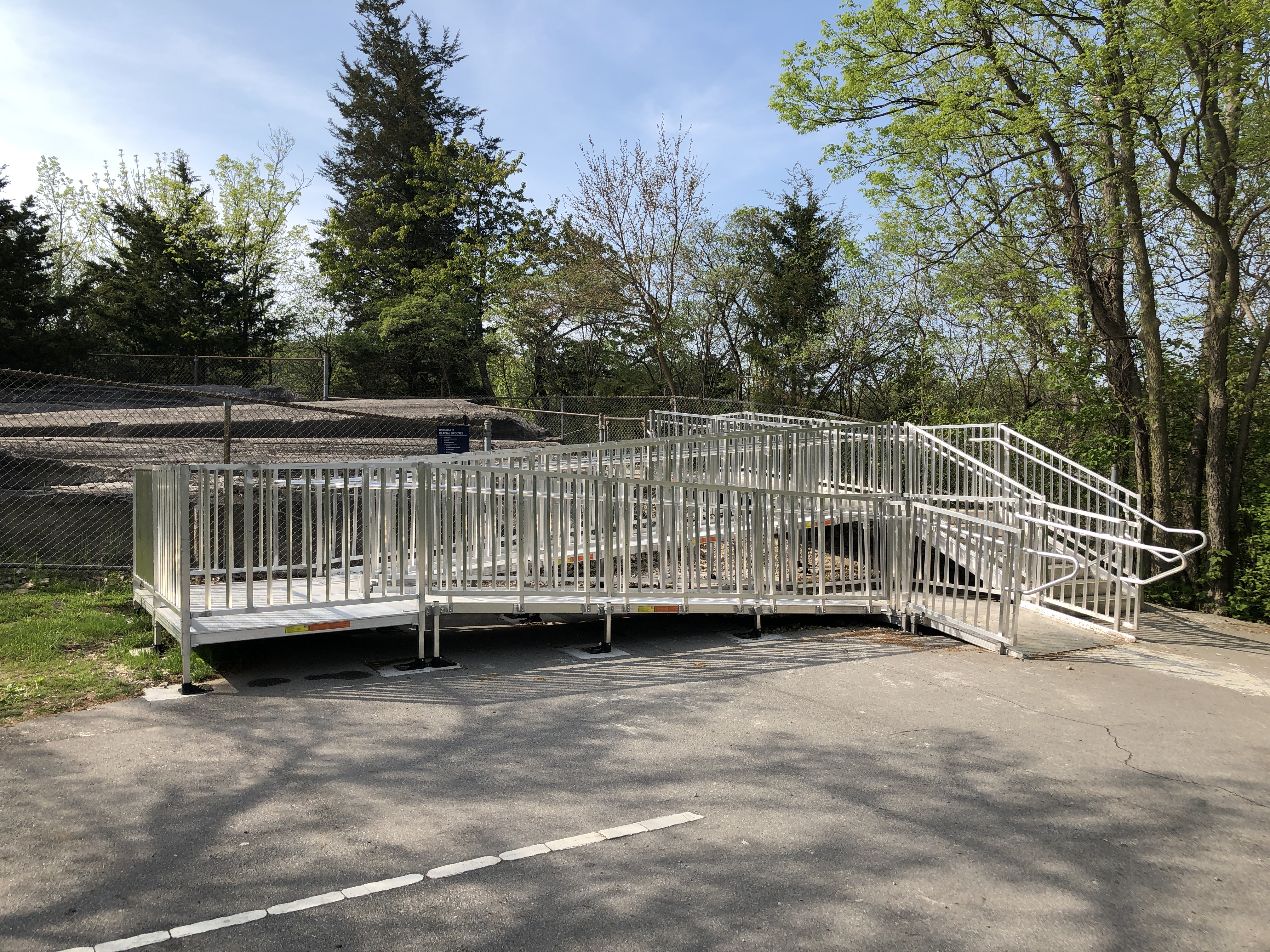
Toegankelijke helling bij Glacial Grooves Geological Preserve, Ohio.
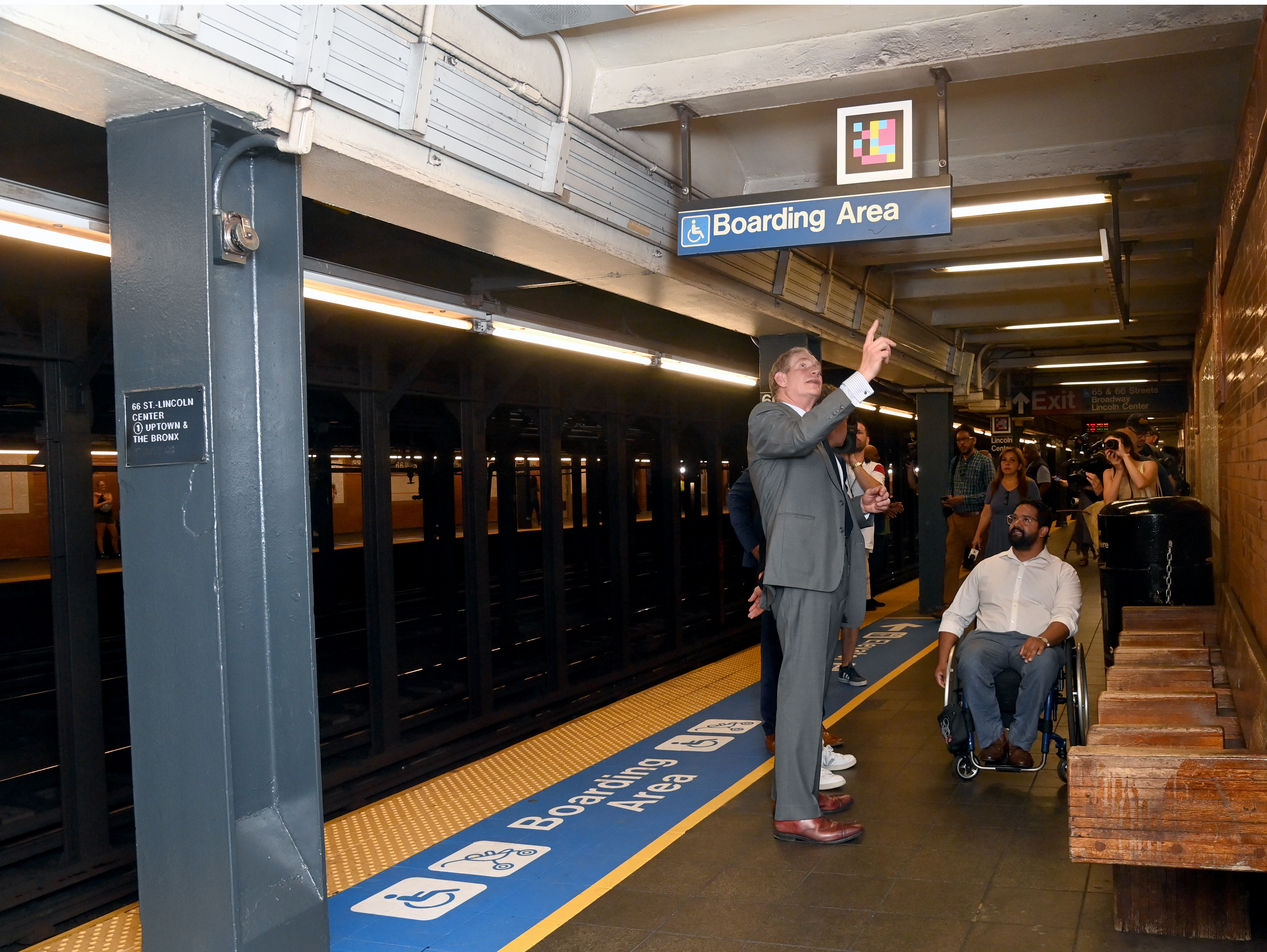
MTA breidt route- en toegankelijkheidsvoorzieningen uit op perrons – New York City Subway
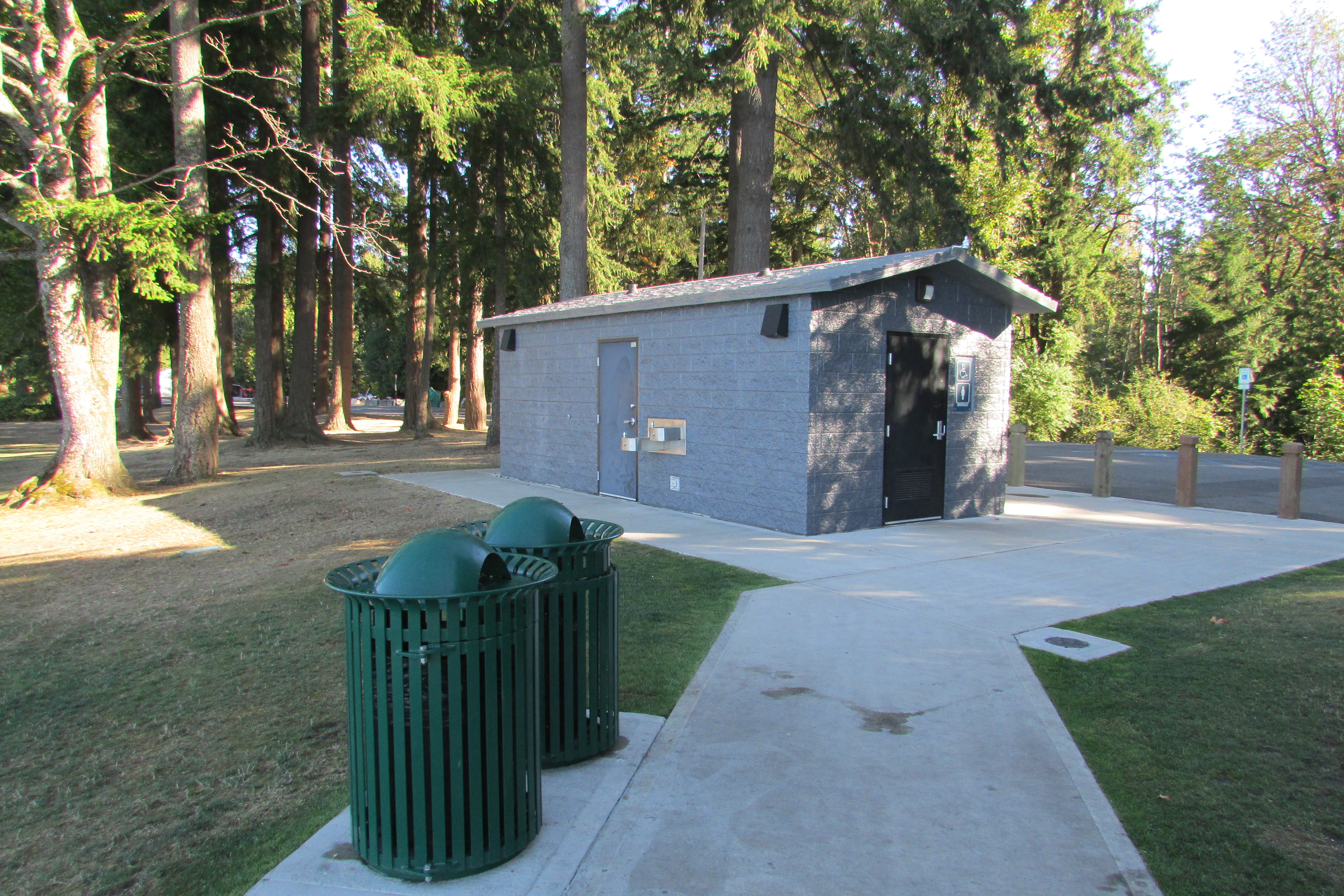
Toegankelijk buitentoilet met rolstoeltoegang – inclusief sanitaire voorziening in openbare ruimte.
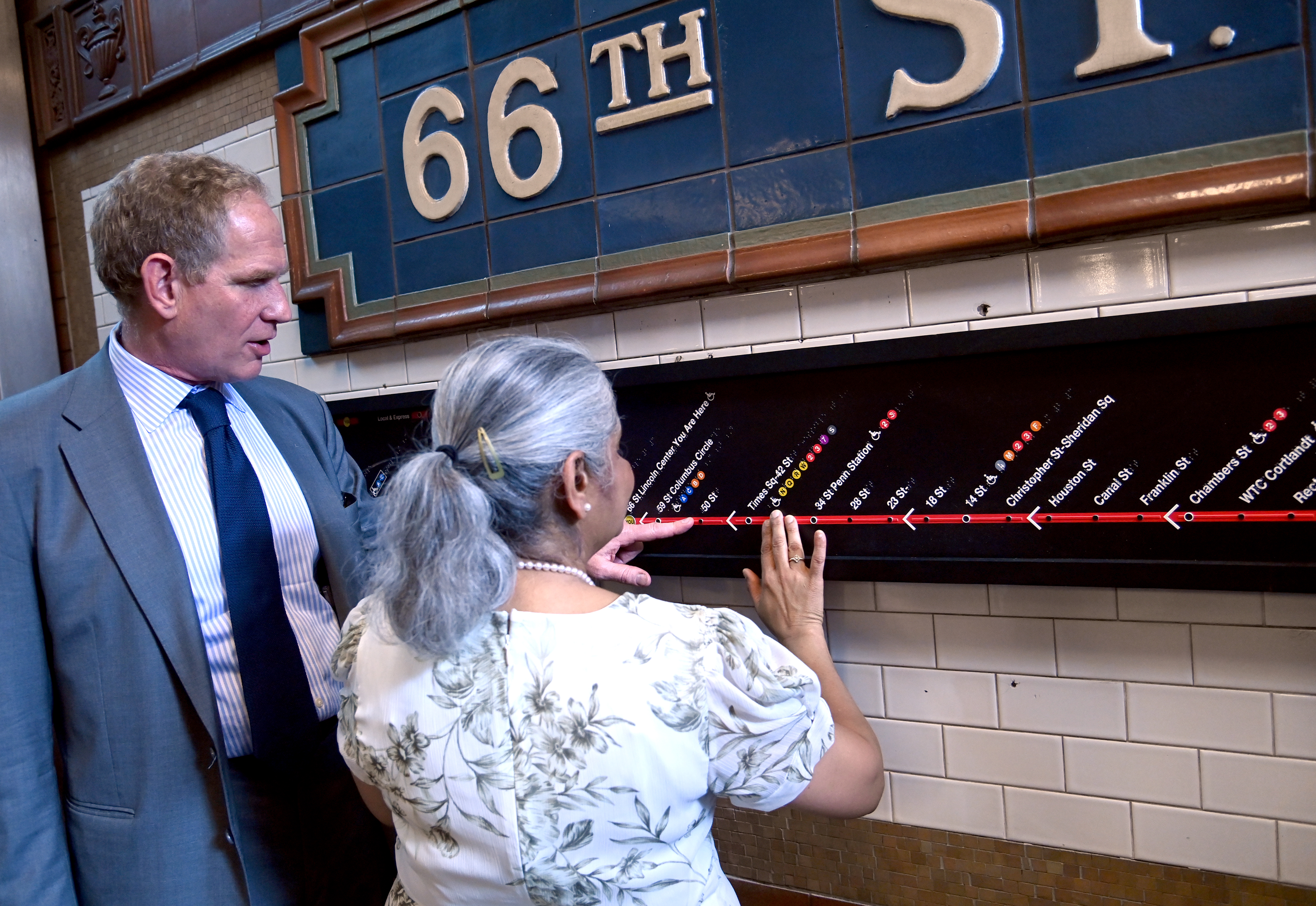
MTA breidt toegankelijkheids- en routevoorzieningen uit met braille – New York City
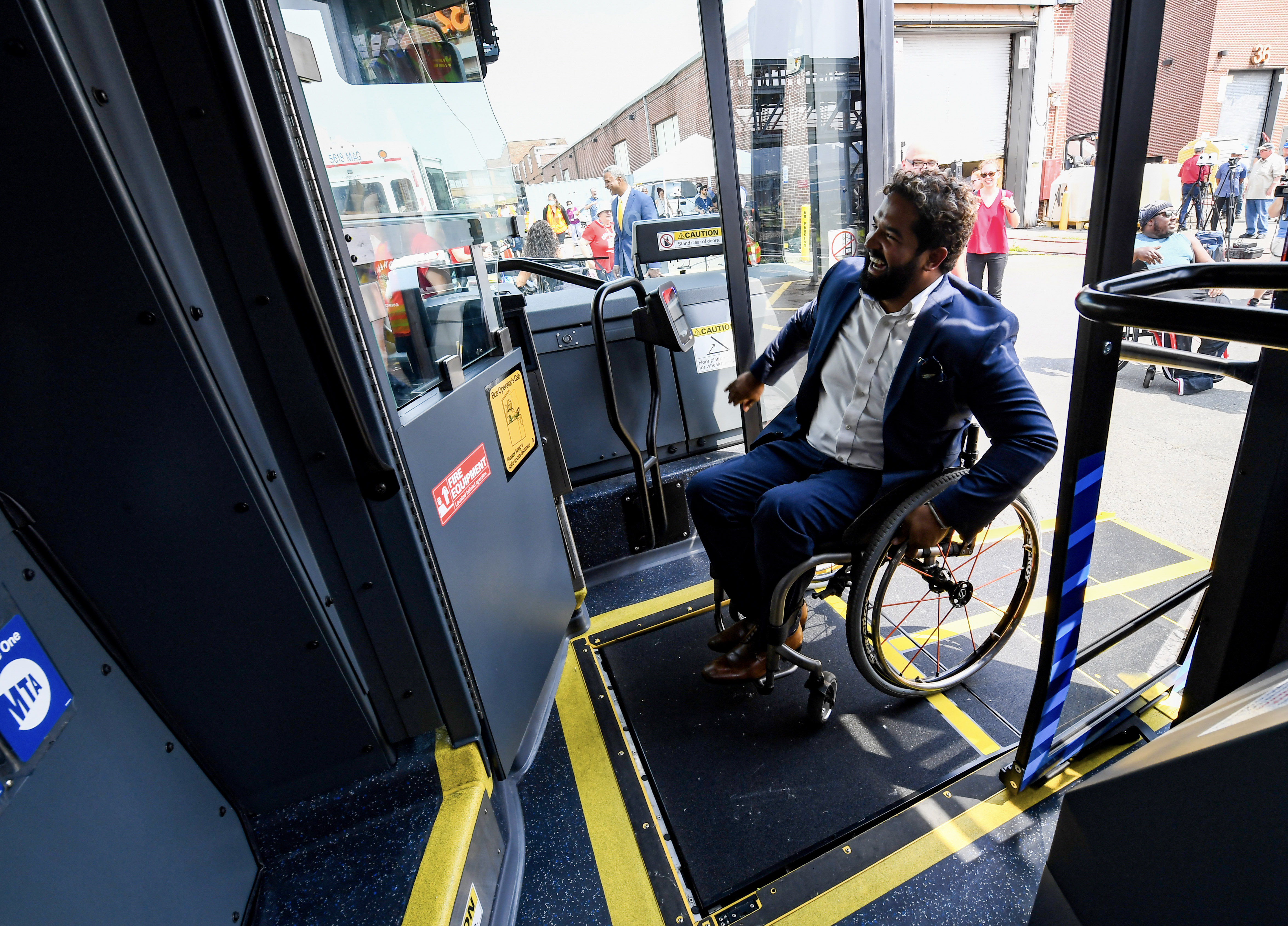
Toegankelijke businvoer
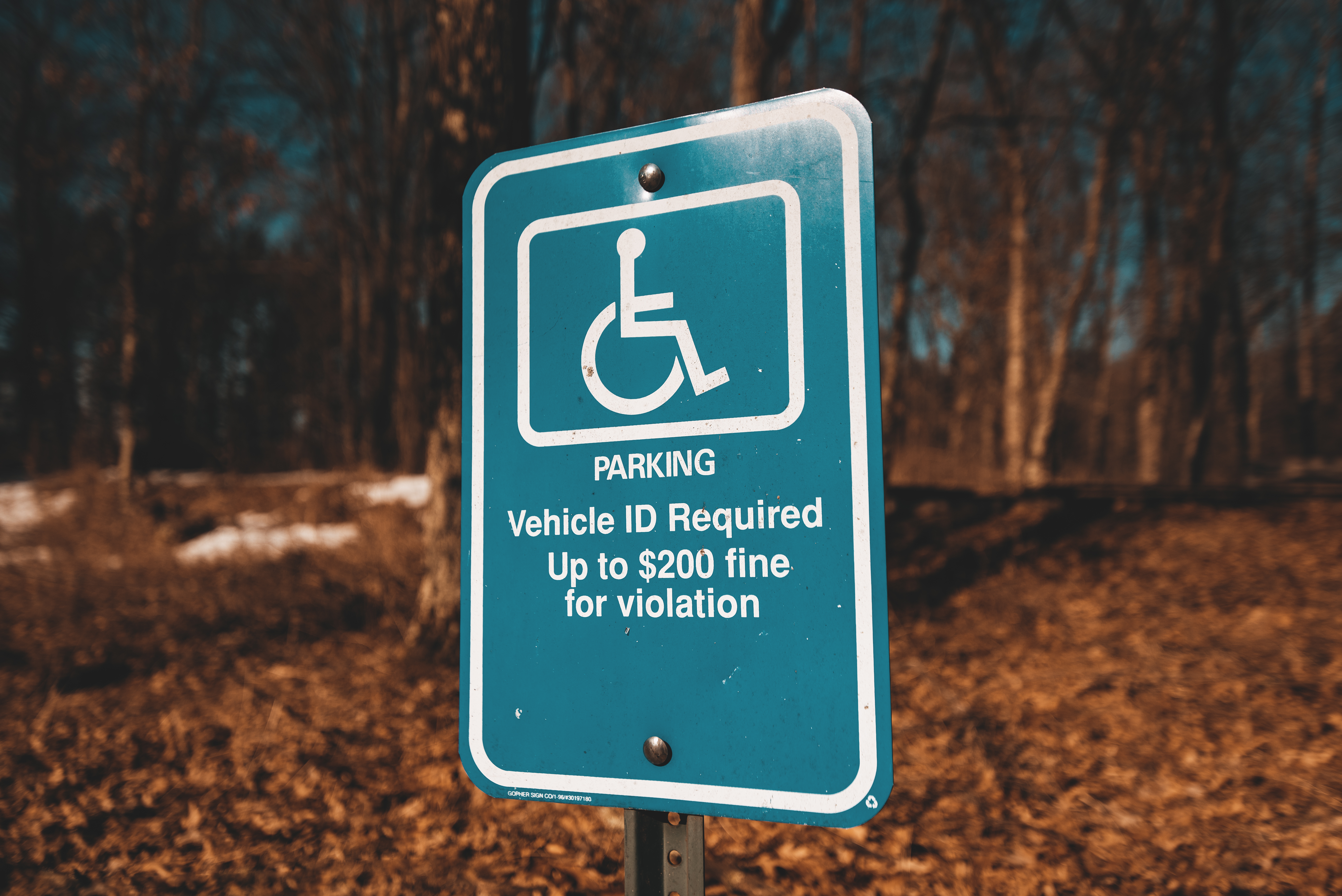
Pictogram met het internationaal erkende symbool voor toegankelijkheid (witte rolstoel op blauw vlak). Duidt een gereserveerde parkeerplaats aan voor personen met een handicap. Inclusief boetebepaling.
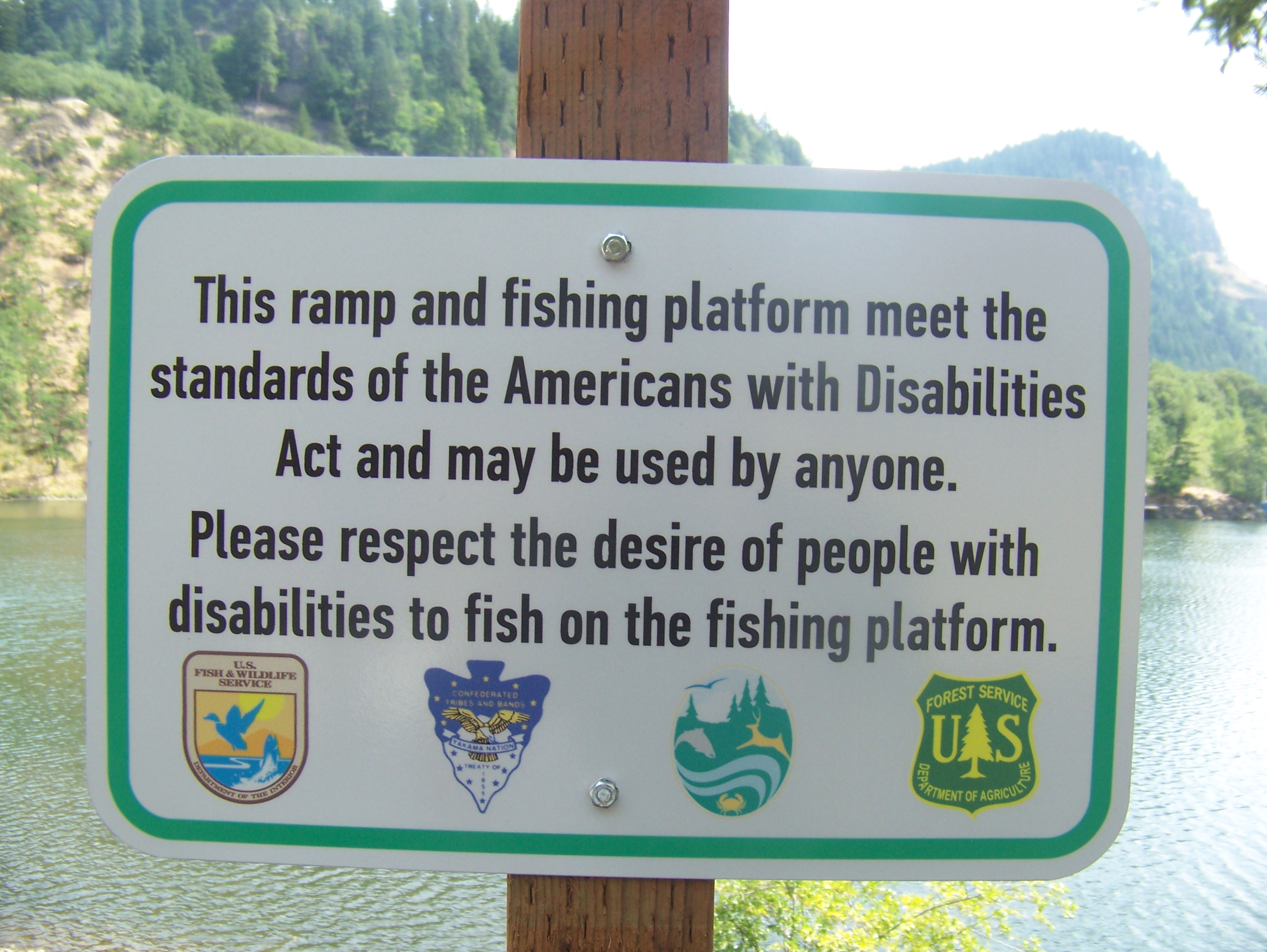
Toegankelijk visplatform bij Drano Lake, Washington – informatiebord
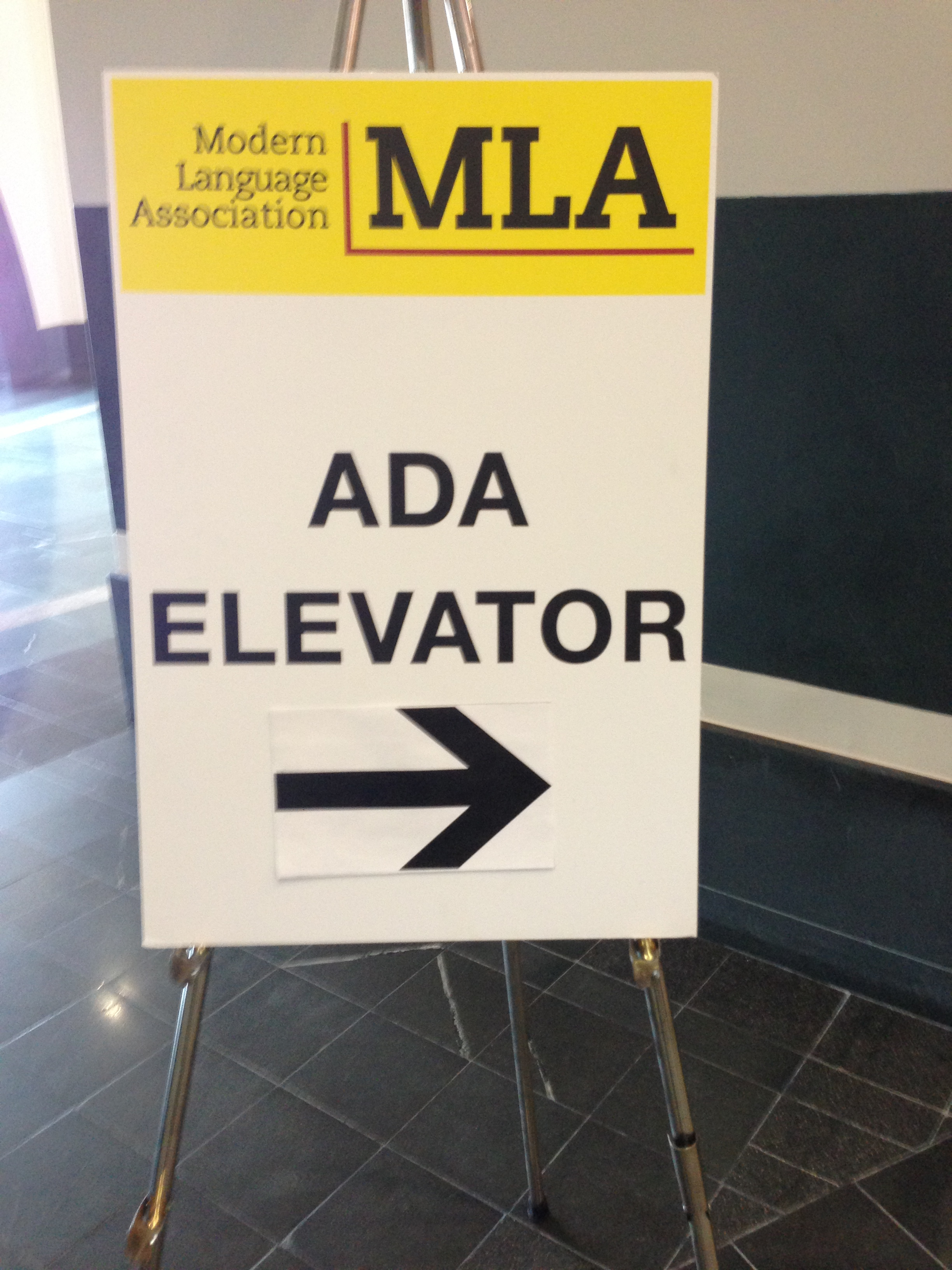
Bord met ADA-tekst en een lift indicatie, bedoeld om aan te geven dat een lift geschikt is voor mensen met een beperking.
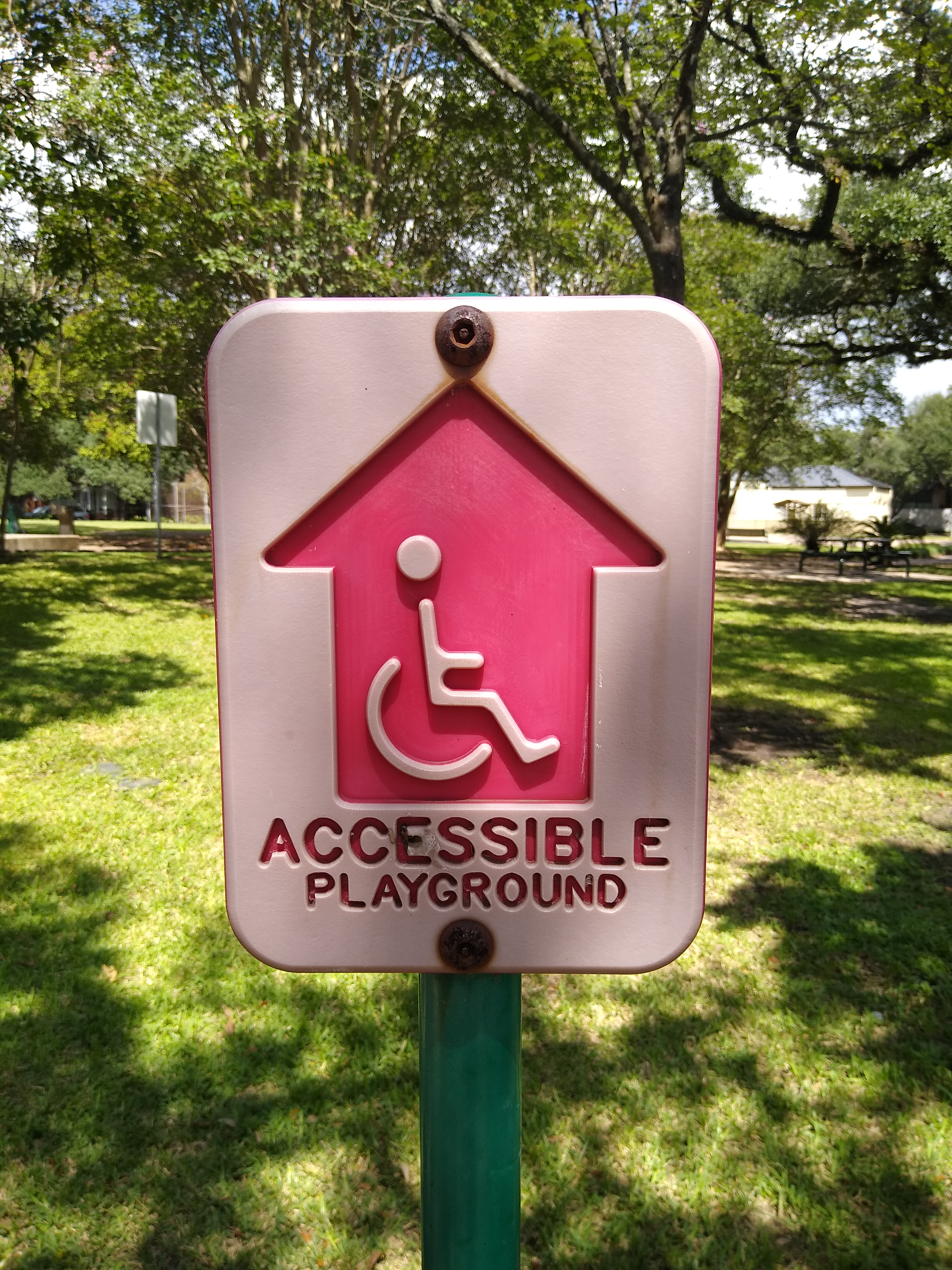
Bord met aanduiding voor toegankelijk speelterrein – Cherryhurst Park, Houston.